# Allosidastrum interruptum
Allosidastrum interruptum là một loài thực vật có hoa trong họ Cẩm quỳ. Loài này được (Balb. ex DC.) Krapov., Fryxell & Bates mô tả khoa học đầu tiên năm 1988.